# سلطان السويدي
سلطان السويدي (مواليد 26 نوفمبر 1993) لاعب كرة قدم إماراتي يجيد اللعب في الظهير الأيمن.

## مسيرة اللاعب
لعب مع نادي الجزيرة ونادي الظفرة ونادي اتحاد كلباء ونادي الإمارات.

## روابط خارجية
- سلطان السويدي على موقع Soccerway.com (الإنجليزية)